# Dechy
Dechy település Franciaországban, Nord megyében. Lakosainak száma 5343 fő (2022. január 1.). Dechy Lallaing, Sin-le-Noble, Cantin, Férin, Gœulzin, Guesnain, Montigny-en-Ostrevent, Roucourt és Loffre községekkel határos.

## Népesség
A település népességének változása:
| Lakosok száma | 5207 | 5299 | 5350 | 5324 | 5362 | 5360 | 5352 | 5351 | 5343 |
|               | 2013 | 2015 | 2016 | 2017 | 2018 | 2019 | 2020 | 2021 | 2022 |